# Guillaume de Vannes

Guillaume de Vannes est un  pseudo-évêque de Vannes vers 1232.

## Contexte
Bien que mentionné par la Gallia Christiana comme successeur de Robert et XXXVe évêque de Vannes sous le nom de Guillemus Ier, cet évêque n'est pas retenu dans la liste officielle des prélats du diocèse de Vannes de l'église catholique.
Joseph-Marie Le Mené rejetait déjà son existence estimant qu'il s’agissait d'une erreur de Pierre-Hyacinthe Morice de Beaubois qui le mentionnait à la suite d'une confusion avec l'évêque de Saint-Brieuc Guillaume Pinchon :
« « Guillaume évêque de Vannes & Guillaume archidiacre de Penthièvre jugent l'an 1232 le différend que Guillaume de Pouancé, avait avec Raoul de Montfort et Domette de Pouancé son épouse portant sur 40 livres de rente promises au mariage de cette dernière par Geoffroi de la Guerche, leur père »  »
— Histoire ecclésiastique et civile de Bretagne, Tome II 1756 p. XXXIII